# Cryptostomata
Crypostomata é uma ordem de briozoários extintos no Permiano, que compreende cerca de 130 gêneros.

## Classificação
- Ordem Cryptostomata Vine, 1884
  - Subordem Ptilodictyina Astrova e Morozova, 1956
    - Família Ptilodictyidae Zittel, 1880
    - Família Escharoporidae Karklins, 1983
    - Família Intraporidae Simpson, 1897
    - Família Phragmopheridae Goryunova, 1969
    - Família Rhinidictyidae Ulrich, 1893
    - Família Stictoporellidae Nickles e Bassler, 1900
    - Família Virgatellidae Astrova, 1965
    - Família Phaenoporidae Astrova, 1965
    - Família Worthenoporidae Ulrich, 1893
    - Família Mysticellidae Gorjunova, 2007

  - Subordem Rhabdomesina Astrova e Morozova, 1956
    - Família Arthrostylidae Ulrich, 1882
    - Família Rhabdomesidae Vine, 1883
    - Família Rhomboporidae Simpson, 1895
    - Família Bactroporidae Simpson, 1897
    - Família Nikiforovellidae Goryunova, 1975
    - Família Pseudoascoporidae Goryunova, 1985
    - Família Hyphasmoporidae Vine, 1886
    - Família Streblascoporidae Goryunova, 1985

  - Subordem Timanodictyina Morozova, 1966
    - Família Timanodictyidae Morozova, 1966
    - Família Murengoloclemidae Goryunova, 1994

  - Subordem Goldfussitrypina Gorjunova, 1985
    - Família Goldfussitrypidae Goryunova, 1985
    - Família Maychellidae Goryunova, 1985
    - Família Mediaporidae Goryunova, 1985
    - Família Nicklesoporidae Goryunova, 1985
    - Família Vidronovellidae Gorjunova, 2006

  - Subordem Strebolotrypina Gorjunova, 1985
    - Família Streblotrypidae Ulrich, 1890
    - Família Nudymiellidae Goryunova, 1985
    - Família Nematoporidae Goryunova, 1985
    - Família Nematotrypidae Spjeldnaes, 1984

  - Subordem Incertae sedis
    - Família Tamaroclemidae Goryunova, 1992
    - Família Kielceporidae Dzik, 1992
    - Família Palescharidae Miller, 1889
      - Gêneros incertae sedis (Antonoclema, Euspilopora, Heliotrypa, Petaloporella, Ptilotrypa, Ptilotrypina, Stictotrypa, Taeniodictya, Trepocryptopora)